# Pittsburg (Oregon)
Pittsburg az Amerikai Egyesült Államok északnyugati részén, Oregon állam Columbia megyéjében, az Oregon Route 47 közelében elhelyezkedő önkormányzat nélküli település.
Első lakója az 1879-ben itt letelepedő Peter Brous fűrészüzem- és malomtulajdonos volt, aki a települést a pennsylvaniai Pittsburghről nevezte el, mivel korábban az államban élt. Az 1879. április 17-e és 1908 között működő posta első vezetője Brous volt. A települést 1892-ig Pittsburghnek hívták.

## Fordítás
- Ez a szócikk részben vagy egészben  a   Pittsburg, Oregon című angol Wikipédia-szócikk ezen változatának fordításán alapul.  Az eredeti cikk szerkesztőit annak laptörténete sorolja fel. Ez a jelzés csupán a megfogalmazás eredetét és a szerzői jogokat jelzi, nem szolgál a cikkben szereplő információk forrásmegjelöléseként.